# 天復 (回離保)
天復（てんふく）は遼代に回奚政権を樹立し自立した廖森が使用した私年号。1123年

## 西暦との対照表
| 天復 | 元年   |
| 西暦 | 1123年 |
| 干支 | 癸卯   |